# Zagtoon
Zagtoon — французька анімаційна студія, підпорядкована ZAG Entertaiment, яка виробляє мультсеріали та мультфільми для дітей. Наразі має офіси в Парижі та Лос-Анджелесі.

## Історія
Компанія заснована 2010 року Джеремі Загом і Жаклін Торджман, яка також була співзасновницею анімаційної студії «SIP Animation». У 2011 році вийшов перший серіал компанії «Rosie», виконаний у техніці комп'ютерної 2d-анімації.
У 2015 році відбулася прем'єра мультсеріалу «Леді Баг і Супер-кіт», який наразі є найбільшою франшизою студії.

## Фільмографія

### Мультсеріали
- Rosie (2011—2014)
- Kobushi (2012)
- Ніндзяго. Майстри спінджинцу (2014–тепер)
- Леді Баг і Супер-Кіт (2015–тепер)
- Popples (2015—2016)
- Зак Шторм (2017–тепер)
- Denver & Cliff (2018–тепер)
- Miraculous Zag Chibi (2018–тепер)
- Powerplayers (2019-тепер)
- Ghostforce (2020)[2]
- Tales of Feryon (без дати виходу)
- Pixie Girl (без дати виходу)
- Legendz (без дати виходу)
- Superstar (без дати виходу)
- Miss Rose (без дати виходу)

### Повнометражні анімаційні фільми
- Воруши ластами (2010)
- Ladybug & Cat Noir Awakening (2021)[3][4]
- Melody (без дати виходу)